# Kotlaničko jezero
Kotlaničko jezero na Zelengori, smješteno na visini 1528 m, prirodno jezero u Bosni i Hercegovini. 
Dužina jezera je oko 480 m, širina oko 200 m, najveća dubina oko 10 m. Nalazi se u sklopu nacionalnog parka Sutjeska. Jako je bogato ribom, jezerskom zlatovčicom, a u njemu živi i endemični vodozemac - triton. Okruženo je vrhovima: Dumoš (1882 m), Prutača (1817 m), Klek (1899 m) i Zimovnica (1742 m).

## Vanjske poveznice
- Video Kotlaničkog jezera[neaktivna poveznica]